# Алуштинська міська рада
Алу́штинська міська́ ра́да (крим. Aluşta şeer şurası)  — адміністративно-територіальна одиниця та орган місцевого самоврядування у складі Ялтинського району Автономної Республіки Крим. Адміністративний центр — колишнє місто республіканського значення Алушта.

## Загальні відомості
На заході межує з Ялтинською міською радою, на північному заході з Бахчисарайським районом, на півночі з Сімферопольським районом, на північному сході з Білогірським районом, на сході з Судацькою міськрадою. Південна частина омивається водами Чорного моря.
Територію Алуштинської міськради часто називають «Великою Алуштою». Вона протягнулася уздовж Чорного моря від гори Аюдаг до долини Арпат. Регіон розташований на Південному березі Криму, в рекреаційній зоні республіки та відомий в основному своїми курортами.
Офіційні мови: українська, кримськотатарська, російська.

## Транспортне сполучення
Найближчий цивільний аеропорт розташований у Сімферополі.
Залізничних шляхів не має. Найближча залізнична станція у Сімферополі.
Територією міськради проходить автомобільний шлях міжнародного значення М18 (Харків-Сімферополь-Алушта-Ялта), що збігається з E105.

## Адміністративний склад
До міськради входить одне смт — Партеніт зі своєю радою, 18 сіл та 6 селищ, що підпорядковані 5 сільським радам. У дужках подано історичні назви сіл, що їх було змінено у 1944-48 рр. після депортації кримських татар.
- 1 — місто Алушта (Aluşta)
- 2 — Ізобільненська сільська рада
  - с. (Ізобільне) Корбекуль (Körbekül)
  - с. (Верхня Кутузовка) Верхня Шума (Yuqarı Şuma)
  - с. (Нижня Кутузовка) Нижня Шума (Aşağı Şuma)
  - с-ще (Розовий) Хачі-Озенбаш (Haçı Özenbaş)
- 3 — Лучистівська сільська рада
  - с. (Лучисте) Демірджі (Demirci)
  - с-ще Лаванда
  - с-ще (Семидвір'я) Єді Ев (Yedi Ev)
- 4 — Маломаяцька сільська рада
  - с. (Малий Маяк) Бююк-Ламбат (Büyük Lambat)
  - с-ще (Бондаренкове) Карабах (Qarabağ)
  - с. (Виноградний) Кастель (Qastel)
  - с. (Запрудне) Дегірменкой (Degirmenköy)
  - с. (Кипарисне) Кючюк-Ламбат (Küçük Lambat)
  - с. (Лаврове) Кюркюлет (Kürkület)
  - с. Лазурне (Кастель-Приморський)
  - с. (Нижнє Запрудне) Нижній Дегірменкой (Aşağı Degirmenköy)
  - с. (Пушкіне) Кючуккой (Küçükköy)
  - с-ще (Утьос) Карасан (Qarasan)
  - с-ще Чайка
- 5 — Малоріченська сільська рада
  - с. (Малоріченське) Кючюк-Озен (Küçük Özen)
  - с. (Генеральське) Улу-Узень (Ulu Özen)
  - с. (Рибаче) Тувак (Tuvaq)
  - с. (Сонячногірське) Куру-Узень (Quru Özen)
- 6 — Партенітська селищна рада
  - смт Партеніт (Partenit)
- 7 — Привітненська сільська рада
  - с. (Привітне) Ускют (Üsküt)
  - с. (Зеленогір'я) Арпат (Arpat)

## Населення
Розподіл населення за віком та статтю (2001)
| Стать | Всього | До 15 років | 15-24 | 25-44 | 45-64 | 65-85 | Понад 85 |
| --- | ------ | ----------- | ----- | ----- | ----- | ----- | -------- |
| Чоловіки | 24 258 | 3864        | 3863  | 7890  | 6255  | 2305  | 81       |
| Жінки | 27 954 | 3616        | 3473  | 8126  | 8237  | 4243  | 259      |
| \| Статево-вікова піраміда \| Статево-вікова піраміда \| Статево-вікова піраміда \| \| ----------------------- \| ----------------------- \| ----------------------- \| \| Чоловіки \| Вік \| Жінки \| \| 81 \| 85 + \| 259 \| \| 141 \| 80-84 \| 425 \| \| 411 \| 75-79 \| 998 \| \| 845 \| 70-74 \| 1466 \| \| 908 \| 65-69 \| 1354 \| \| 1541 \| 60-64 \| 2320 \| \| 922 \| 55-59 \| 1250 \| \| 1723 \| 50-54 \| 2179 \| \| 2069 \| 45-49 \| 2488 \| \| 2351 \| 40-44 \| 2446 \| \| 1913 \| 35-39 \| 2124 \| \| 1805 \| 30-34 \| 1812 \| \| 1821 \| 25-29 \| 1744 \| \| 1869 \| 20-24 \| 1627 \| \| 1994 \| 15-20 \| 1846 \| \| 1832 \| 10-14 \| 1739 \| \| 1117 \| 5-9 \| 1067 \| \| 915 \| 0-4 \| 810 \| |        |             |       |       |       |       |          |
| Статево-вікова піраміда |        |             |       |       |       |       |          |
| Чоловіки | Вік    | Жінки       |       |       |       |       |          |
| 81 | 85 +   | 259         |       |       |       |       |          |
| 141 | 80-84  | 425         |       |       |       |       |          |
| 411 | 75-79  | 998         |       |       |       |       |          |
| 845 | 70-74  | 1466        |       |       |       |       |          |
| 908 | 65-69  | 1354        |       |       |       |       |          |
| 1541 | 60-64  | 2320        |       |       |       |       |          |
| 922 | 55-59  | 1250        |       |       |       |       |          |
| 1723 | 50-54  | 2179        |       |       |       |       |          |
| 2069 | 45-49  | 2488        |       |       |       |       |          |
| 2351 | 40-44  | 2446        |       |       |       |       |          |
| 1913 | 35-39  | 2124        |       |       |       |       |          |
| 1805 | 30-34  | 1812        |       |       |       |       |          |
| 1821 | 25-29  | 1744        |       |       |       |       |          |
| 1869 | 20-24  | 1627        |       |       |       |       |          |
| 1994 | 15-20  | 1846        |       |       |       |       |          |
| 1832 | 10-14  | 1739        |       |       |       |       |          |
| 1117 | 5-9    | 1067        |       |       |       |       |          |
| 915 | 0-4    | 810         |       |       |       |       |          |

Етномовний склад населених пунктів міськради (рідні мови населення за переписом 2001 р.)
|                              | російська | українська | кримськотатарська | білоруська | інша |
| Алушта (міськрада)           | 83,68     | 9,67       | 5,58              | 0,19       | 0,88 |
| ---------------------------- | --------- | ---------- | ----------------- | ---------- | ---- |
| м. Алушта                    | 87,95     | 9,40       | 1,57              | 0,19       | 0,89 |
| смт. Партеніт                | 82,98     | 15,91      | 0,27              | 0,22       | 0,62 |
| Ізобільненська сільська рада | 64,29     | 6,78       | 27,33             | 0,16       | 1,44 |
| Лучистівська сільська рада   | 80,28     | 6,74       | 12,34             | 0,08       | 0,56 |
| Маломаяцька сільська рада    | 86,76     | 9,59       | 2,69              | 0,25       | 0,71 |
| Малоріченська сільська рада  | 82,90     | 6,93       | 9,40              | 0,13       | 0,64 |
| Привітненська сільська рада  | 63,73     | 7,20       | 27,99             | 0,19       | 0,89 |

## Склад ради
Рада складається з 46 депутатів та голови.
- Голова ради: Колот Станислав Васильевич
- Секретар ради: Соловйов Сергій Анатолійович

### Керівний склад попередніх скликань
| Прізвище, ім'я, по батькові | Основні відомості                                                       | Дата обрання | Дата звільнення |
| --------------------------- | ----------------------------------------------------------------------- | ------------ | --------------- |
| Щербина Володимир Євгенович | Міський голова, 1953 року народження, безпартійний                      | 26.03.2006   | 31.10.2010      |
| Колот Станіслав Васильович  | Міський голова, 1954 року народження, освіта вища, член Партії регіонів | 31.10.2010   |                 |

Примітка: таблиця складена за даними сайту Верховної Ради України

### Депутати
За результатами місцевих виборів 2010 року депутатами ради стали:

#### За суб'єктами висування
| Суб'єкт висування                                | Кількість обраних депутатів | %    |
| ------------------------------------------------ | --------------------------- | ---- |
| Партія регіонів                                  | 35                          | 76,1 |
| Партія «Союз»                                    | 4                           | 8,7  |
| Партія пенсіонерів України                       | 2                           | 4,3  |
| Політична партія «Сильна Україна»                | 2                           | 4,3  |
| Політична партія Народний рух України            | 1                           | 2,2  |
| Політична партія «Народно-трудовий союз України» | 1                           | 2,2  |
| Політична партія «Нова політика»                 | 1                           | 2,2  |

#### За округами
| № округу                                         | Прізвище, ім'я, по батькові         | Дата визнання обраним | Освіта  | Партійна приналежність                  | Відомості про обраного депутата                                                                  |
| ------------------------------------------------ | ----------------------------------- | --------------------- | ------- | --------------------------------------- | ------------------------------------------------------------------------------------------------ |
| Партія Пенсіонерів України                       |                                     |                       |         |                                         |                                                                                                  |
| б/м                                              | Красненков Михайло Олександрович    | 01.11.2010            | вища    | позапартійний                           | приватний підприємець                                                                            |
| б/м                                              | Папінян Левон Лурікович             | 01.11.2010            | середня | член Партії пенсіонерів України         | приватний підприємець                                                                            |
| Партія регіонів                                  |                                     |                       |         |                                         |                                                                                                  |
| б/м                                              | Печурін Юрій Павлович               | 01.11.2010            | вища    | член Партії регіонів                    | ЗАТ «Санаторій Київ», м. Алушта, голова правління                                                |
| б/м                                              | Метельский Андрій Богданович        | 01.11.2010            | вища    | член Партії регіонів                    | АЦМЛ, м. Алушта, завідувач реанімаційного відділення                                             |
| б/м                                              | Внуков Віктор Милентинович          | 01.11.2010            | вища    | член Партії регіонів                    | Алуштинська міська рада, секретар                                                                |
| б/м                                              | Казанджан Андрій Рубенович          | 01.11.2010            | вища    | член Партії регіонів                    | ЗАТ «Санаторій Море», м. Алушта, голова правління                                                |
| б/м                                              | Снігурський Олександр Станіславович | 01.11.2010            | вища    | член Партії регіонів                    | приватний підприємець                                                                            |
| б/м                                              | Петренко Сергій Володимирович       | 01.11.2010            | вища    | член Партії регіонів                    | СП «Будтехнологія», директор                                                                     |
| б/м                                              | Федун Антон Леонідович              | 01.11.2010            | вища    | член Партії регіонів                    | СП «CADIS-Easd», технічний директор                                                              |
| б/м                                              | Снегірьов Петро Валерійович         | 01.11.2010            | вища    | член Партії регіонів                    | Державна Азово-Червономорська екологічної інспекція, м. Ялта, перший заступник                   |
| б/м                                              | Соловйов Сергій Анатолійович        | 01.11.2010            | вища    | член Партії регіонів                    | , помічник народного депутата                                                                    |
| б/м                                              | Пірог Сергій Сергійович             | 01.11.2010            | вища    | член Партії регіонів                    | Держкомзем, м. Феодосія, заступник керівника відділу                                             |
| б/м                                              | Татаров Дмитро Борисович            | 01.11.2010            | вища    | член Партії регіонів                    | Рескомприрода АРК м. Сімферополь, перший заступник                                               |
| б/м                                              | Фролов Володимир Гаврилович         | 01.11.2010            | вища    | член Партії регіонів                    | м. Алушта, головний консультант секретариата уповноваженого ВР України по правам людини          |
| б/м                                              | Полунін Віктор Миколайович          | 01.11.2010            | вища    | член Партії регіонів                    | ТОВ «Донінвест», м. Симферополь, заступник директора                                             |
| б/м                                              | Поярко Олександр Якович             | 01.11.2010            | вища    | член Партії регіонів                    | АМЦЛ, м. Алушта, завідувач хірургічного відділення                                               |
| б/м                                              | Кулік Олег Сергійович               | 22.11.2010            | вища    | член Партії регіонів                    | КП «Комун-будсервіс», м. Алушта, заступник директора                                             |
| 2                                                | Донець Сергій Володимирович         | 05.11.2010            | вища    | член Партії регіонів                    | ЖКГ Алуштинської міської ради, начальник управління                                              |
| 3                                                | Коростиченко Ігор Васильович        | 05.11.2010            | середня | член Партії регіонів                    | приватний підприємець                                                                            |
| 4                                                | Владимиров Володимир Миколайович    | 05.11.2010            | вища    | член Партії регіонів                    | ТРК"Битрадіотехніка", директор                                                                   |
| 5                                                | Бобильов Сергій Юрійович            | 05.11.2010            | вища    | член Партії регіонів                    | Алуштинська центральна міська лікарня, заступник головного лікаря                                |
| 6                                                | Гулякін Леонід Іванович             | 05.11.2010            | вища    | член Партії регіонів                    | приватний підприємець                                                                            |
| 7                                                | Неграков Юрій Володимирович         | 05.11.2010            | вища    | член Партії регіонів                    | приватний підприємець                                                                            |
| 8                                                | Новицький Іван Володимирович        | 05.11.2010            | вища    | член Партії регіонів                    | Алуштинська центральна міська лікарня, головний лікар                                            |
| 9                                                | Киреєв Юрій Васильович              | 05.11.2010            | вища    | член Партії регіонів                    | ВАТ"Шархінський кар'єр", директор                                                                |
| 10                                               | Сотов Ігор Іванович                 | 05.11.2010            | вища    | член Партії регіонів                    | КП «Управління міського господарства», керівник                                                  |
| 11                                               | Севастьянова Світлана Григорівна    | 05.11.2010            | вища    | член Партії регіонів                    | КСОН мікрорайону № 3, голова                                                                     |
| 12                                               | Павлюченков Олександр Миколайович   | 05.11.2010            | вища    | член Партії регіонів                    | Алуштинська УЕГХ, керівник                                                                       |
| 13                                               | Заводчикова Юлія Володимирівна      | 05.11.2010            | вища    | член Партії регіонів                    | приватний підприємець                                                                            |
| 15                                               | Барамія Геннадій Шалікович          | 05.11.2010            | вища    | член Партії регіонів                    | центр «Крим», керівник                                                                           |
| 16                                               | Ольшанський Михайло Геннадійович    | 05.11.2010            | вища    | член Партії регіонів                    | тимчасово не працює                                                                              |
| 17                                               | Гончаров Олександр Олександрович    | 05.11.2010            | вища    | член Партії регіонів                    | ВАТ «Шархінський кар'єр», голова правління                                                       |
| 18                                               | Бардін Олексій Іванович             | 05.11.2010            | середня | член Партії регіонів                    | Маломаякська сільська рада, зав. господарством                                                   |
| 19                                               | Репнін Олександр Миколайович        | 05.11.2010            | вища    | член Партії регіонів                    | центр дитячої та юнацької творчості, тренер з кікбоксингу                                        |
| 20                                               | Ребіков Петро Ілліч                 | 05.11.2010            | вища    | член Партії регіонів                    | СО «Восход», голова правління                                                                    |
| 21                                               | Григалюнас Віталій Кестутович       | 05.11.2010            | вища    | член Партії регіонів                    | відділ Державного комітету земельних ресурсів у м. Алушта, керівник                              |
| 23                                               | Завер Володимир Богданович          | 05.11.2010            | вища    | член Партії регіонів                    | СДПЧ-37, керівник                                                                                |
| Партія «Союз»                                    |                                     |                       |         |                                         |                                                                                                  |
| б/м                                              | Щербіна Володимир Євгенович         | 01.11.2010            | вища    | позапартійний                           | виконавчий комітет Алуштинської міської ради, міський голова                                     |
| б/м                                              | Локтіонов Володимир Олексійович     | 01.11.2010            | вища    | член Партії «Союз»                      | виконавчий комітет Алуштинської міської ради, заступник міського голови                          |
| б/м                                              | Котолупов Олексій Олексійович       | 01.11.2010            | вища    | член Партії «Союз»                      | ЗАТ ЛОЦ «Демерджи», директор                                                                     |
| 14                                               | Галамай Євгеній Іванович            | 05.11.2010            | вища    | член Партії «Союз»                      | ТОВ «Кримська юридична група», заступник директора                                               |
| Політична партія Народний Рух України            |                                     |                       |         |                                         |                                                                                                  |
| б/м                                              | Гафаров Рустем Абдурафійович        | 01.11.2010            | вища    | позапартійний                           | приватний підприємець                                                                            |
| Політична партія «Народно-трудовий союз України» |                                     |                       |         |                                         |                                                                                                  |
| б/м                                              | Стасьок Микола Пилипович            | 01.11.2010            | вища    | позапартійний                           | заклад Федерації профспілок України "Олімпійський навчально-спортивний центр «Спартак», директор |
| Політична партія «Нова політика»                 |                                     |                       |         |                                         |                                                                                                  |
| 22                                               | Альохін Андрій Володимирович        | 05.11.2010            | вища    | позапартійний                           | ДП «Малоріченське», головний інженер                                                             |
| Політична партія «Сильна Україна»                |                                     |                       |         |                                         |                                                                                                  |
| б/м                                              | Сергєєв Сергій Олександрович        | 01.11.2010            | вища    | член Політичної партії «Сильна Україна» | філія ЗАТ «Кримтур» ТОК «Чайка», директор                                                        |
| 1                                                | Василенко Петро Васильович          | 05.11.2010            | вища    | член Політичної партії «Сильна Україна» | КП «Управління міського господарства», головний інженер                                          |

## Пам'ятки
На території Алуштинської міськради нараховується 50 пам'яток історії, що перебувають на обліку. 26 із них містяться в місті Алушта. Одна з пам'яток має статус національного значення, інші — місцевого.